# 國民生活第一
國民生活第一（日语：／ Kokumin no Seikatsu ga Daiichi ?）是日本一個曾經存在的政黨，成立於2012年7月11日。國民生活第一是由民主黨前代表小澤一郎及其追隨者組成，他們由於反對首相野田佳彥的增加消費稅法案而退出民主黨，另建新黨。成立时有三十七名眾議員、十二名參議員，是当時日本國會第三大政黨。同年11月27日，该党解散，并入日本未来党。

## 概要
2012年7月11日18時，假憲政紀念館舉行創黨大會，並同時發表黨名。
2012年6月26日，37名反對消費稅增稅法案的民主黨籍眾議院議員宣佈退黨（同年7月9日被除籍處分）與另外12名申請退黨的民主黨籍參議院議員（同年7月3日獲受理），總共49名國會議員締結同盟，當中超過一半為新進議員。在滿足政黨條件下，國民生活第一成為在國會內僅次於民主黨和自民黨的第三大政黨。
该黨的方針是根據「反消費税加税、脱離核能發電」的立場來制定的。。
2012年11月14日接受新黨紐帶的合併要求，並於翌日完成合併。2012年11月27日解散，併入新成立的日本未來黨。

## 黨務結構

### 黨幹事
全體幹事於2012年7月11日就任。2012年12月10日曾向總務省提交改以主濱了出任黨代表的申請，但最終並沒有就任。
| 職位                                  | 姓名       | 議席                 |
| ------------------------------------- | ---------- | -------------------- |
| 代表 選舉對策委員長                   | 小澤一郎   | 眾議院議員（第14任） |
| 代表代行                              | 山岡賢次   | 眾議院議員（第5任）  |
| 副代表 參議院議員會長                 | 廣野允士   | 參議院議員（第2任）  |
| 幹事長                                | 東祥三     | 眾議院議員（第5任）  |
| 幹事長代行（政策擔當）                | 牧義夫     | 眾議院議員（第4任）  |
| 幹事長代行（國會擔當）                | 樋高剛     | 眾議院議員（第3任）  |
| 幹事長代行（參議院擔當） 參議院幹事長 | 森裕子     | 參議院議員（第2任）  |
| 國會對策委員長                        | 鈴木克昌   | 眾議院議員（第3任）  |
| 財務委員長                            | 佐藤公治   | 參議院議員（第1任）  |
| 總務委員長                            | 岡島一正   | 眾議院議員（第2任）  |
| 公關委員長                            | 青木愛     | 眾議院議員（第2任）  |
| 組織、團體委員長                      | 小宮山泰子 | 眾議院議員（第3任）  |
| 眾議院議員會長                        | 熊谷貞俊   | 眾議院議員（第1任）  |
| 參議院國會對策委員長                  | 主濱了     | 參議院議員（第2任）  |
| 參議院政審會長                        | 中村哲治   | 參議院議員（第1任）  |

## 外部連結
- 官方網站（日語）